# Święty Tarsycjusz
Tarsycjusz, Tarcyzjusz, gr. Ταρσίζιος (zm. ok. 250 r. w Rzymie) – męczennik rzymski z czasów prześladowań za cesarza Decjusza, akolita, święty Kościoła katolickiego.

## Dane biograficzne
Zgodnie z Tradycją Kościoła, św. Tarsycjusz żył w III wieku po Chrystusie i był akolitą Kościoła rzymskiego. Śmierć męczeńską poniósł w latach rządów cesarza Decjusza (249-251).
Z inskrypcji papieża Damazego I wynika, że akolita wolał zginąć z rąk wrogiego chrześcijanom i rozszalałego tłumu mieszkańców Rzymu, niż oddać niesiony pod płaszczem Najświętszy Sakrament. Papież Damazy porównywał jego śmierć przez ukamienowanie do męczeństwa św. Szczepana. 

## Kult

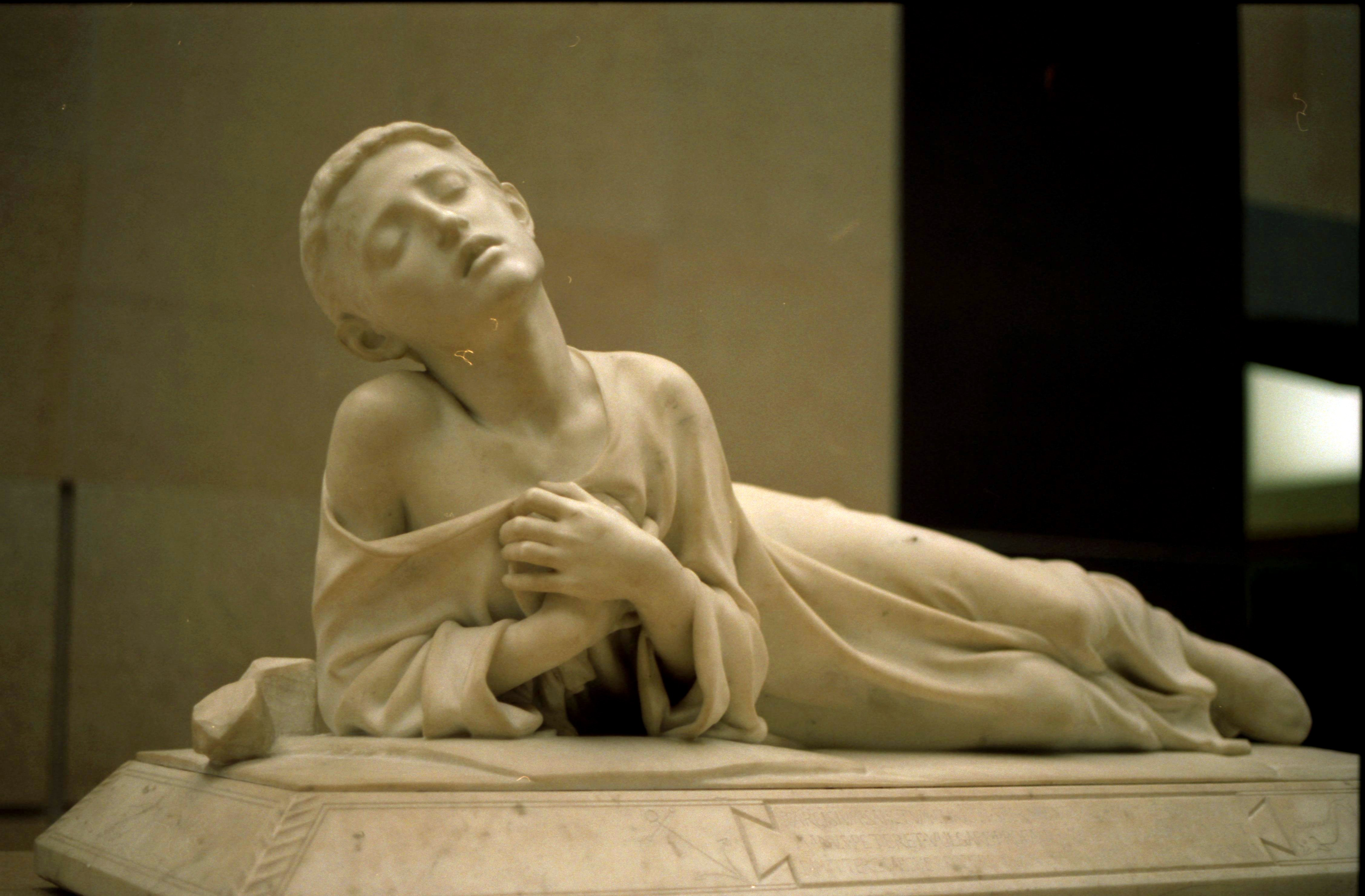
Święty Tarsycjusz – rzeźba Alexandre Falguière'a z Musée d’Orsay

Legenda o św. Tarsycjuszu została znacznie rozbudowana przez kardynała Nicholasa Wisemana, który sportretował go w swej historycznej powieści Fabiola, czyli Kościół katakumb, opublikowanej w 1854. W 1939 wybudowano w Rzymie świątynię ku czci świętego (arch. Rossi). W zbiorach paryskiego Musée d’Orsay znajduje się marmurowa rzeźba tego męczennika dłuta Alexandre Falguière powstała w 1868.
Dzień obchodów
Liturgiczne wspomnienie obchodzono początkowo u jego grobu w dniu, w którym zginął (łac. dies natalis). Wzmianek o nim nie zawierają najstarsze księgi liturgiczne z VII-VIII wieku. O dniu jego wspomnienia wiadomo od Adona z Yienne, który żył w IX wieku i wymienia Tarsycjusza w swoim Martyrologium pod datą 15 sierpnia; pod tą datą figuruje też w Martyrologium rzymskim od czasów średniowiecza. 
Z uwagi na przypadającą w tym samym dniu Uroczystość Wniebowzięcia NMP, mającą wyższą rangę niż wspomnienie świętego, obchód ku czci św. Tarsycjusza przenoszony jest gdzieniegdzie na dzień 21 listopada. 
Relikwie
Szczątki męczennika złożono w katakumbach św. Kaliksta; obok pochowany został także męczennik papież Stefan I (254-257). 
W 1675 relikwie świętego przeniesiono do Neapolu do bazyliki św. Dominika, gdzie ufundowano osobną kaplicę. Część relikwii przechowywana jest w salezjańskim kolegium przy Via Appia w Rzymie.
Patronat
Pius X ogłosił go patronem włoskiej Akcji Katolickiej.
W wielu krajach katolickich (również w Polsce) Tarsycjusz uważany jest za patrona służby liturgicznej (zwłaszcza ministrantów). W niektórych parafiach kandydaci na ministrantów otrzymują komżę w dzień wspomnienia świętego lub w niedzielę go poprzedzającą. 
Święty ten patronuje ponadto pierwszej komunii świętej.